# Lycium athium
Lycium athium ist eine Pflanzenart aus der Gattung der Bocksdorne (Lycium) in der Familie der Nachtschattengewächse (Solanaceae).

## Beschreibung
Lycium athium ist ein 1 bis 1,5 m hoher, aufrechter Strauch. Seine Laubblätter sind sukkulent und unbehaart. Sie werden 3 bis 12 mm lang und 1 bis 3 mm breit. 
Die Blüten sind zwittrig und vierzählig. Der Kelch ist glockenförmig und unbehaart. Die Kelchröhre ist 1,5 bis 2 mm lang, die Kelchzipfel 0,5 bis 0,8 mm. Die Krone ist trichterförmig und weiß, weißlich-grün oder gelbgrün gefärbt. Die Kronröhre hat eine Länge von 2,5 bis 3 mm, die Kronlappen sind 1,5 bis 2 mm lang. Die Basis der Staubfäden ist filzig behaart.
Die Frucht ist eine orange oder rote, kugelförmige Beere, die 5 bis 6 mm lang und 3,3 bis 4 mm breit wird. Sie enthält zwei Samen.

## Vorkommen
Die Art ist in Südamerika verbreitet und kommt dort in Argentinien in der Provinz Formosa vor.

## Systematik
Molekularbiologische Untersuchungen platzieren die Art als Schwesterart zu Lycium minimum. Beide Arten weisen steinfruchtartige Früchte mit zwei Samen auf, wie sie in ähnlicher Weise auch in den nicht näher verwandten Arten Lycium californicum und Lycium ameghinoi auftreten. In letzteren sind die Früchte jedoch komplett verholzt, was bei Lycium athium und Lycium minimum nicht auftritt.

## Nachweise

### Hauptbelege
- J.S. Miller und R.A. Levin: Lycium athium. In: Project Lycieae